# Liste des quartiers de Détroit
Cet article fourni un bref aperçu des nombreux quartiers de la ville de Détroit, dans l'État du Michigan. L'article inclut les districts historiques mais il exclut les quartiers périphériques de Détroit.
Le centre-ville (Downtown Detroit) est le quartier des affaires de la ville et un quartier résidentiel bordé à l'ouest par Lodge Freeway, Fisher freeway au nord, Chrysler freeway à l'est et Detroit River au sud. Le quartier comporte beaucoup des gratte ciel de renom de Detroit comme le Guardian building, le Penobscot Building et le Renaissance Center. Le centre-ville possède aussi de hauts immeubles résidentiels ponctués de nombreux parcs y compris ceux qui sont liés par une promenade le long de l'International riverfront en face de Windsor au Canada.
Woodward Avenue, l'artère principale sert de délimitation des zones de quartiers situés du côté est et du côté ouest de la ville qui contient de nombreux quartiers résidentiels.
Palmer Woods Historic District est connu pour ses rues bordées d'ormes, de grandes maisons de briques à l'architecture de style Tudor. Palmer Woods est situé à l'ouest de Détroit. Il est bordé par 7 Mile Road, 8 Mile Road, Woodward Avenue, et le quartier de Sherwood Forest. Les demeures sont grandes,arborées et entourées de gazon bien entretenu. Le quartier a attiré des médecins, universitaires, chefs d'entreprises, des artistes, des dirigeants et leurs familles.

## Quartiers

### Bagley
La communauté de Bagley est une région au nord-ouest de Detroit dont les limites sont West Outer Drive  au nord, Livernois Avenue à l'est, West McNichols (Six Mile Road) au sud, et l'avenue Wyoming à l'ouest. Le nom de la communauté est probablement dérivé de l'école primaire, Bagley, la seule école publique au sein de la communauté.

### Cultural Center Historic District

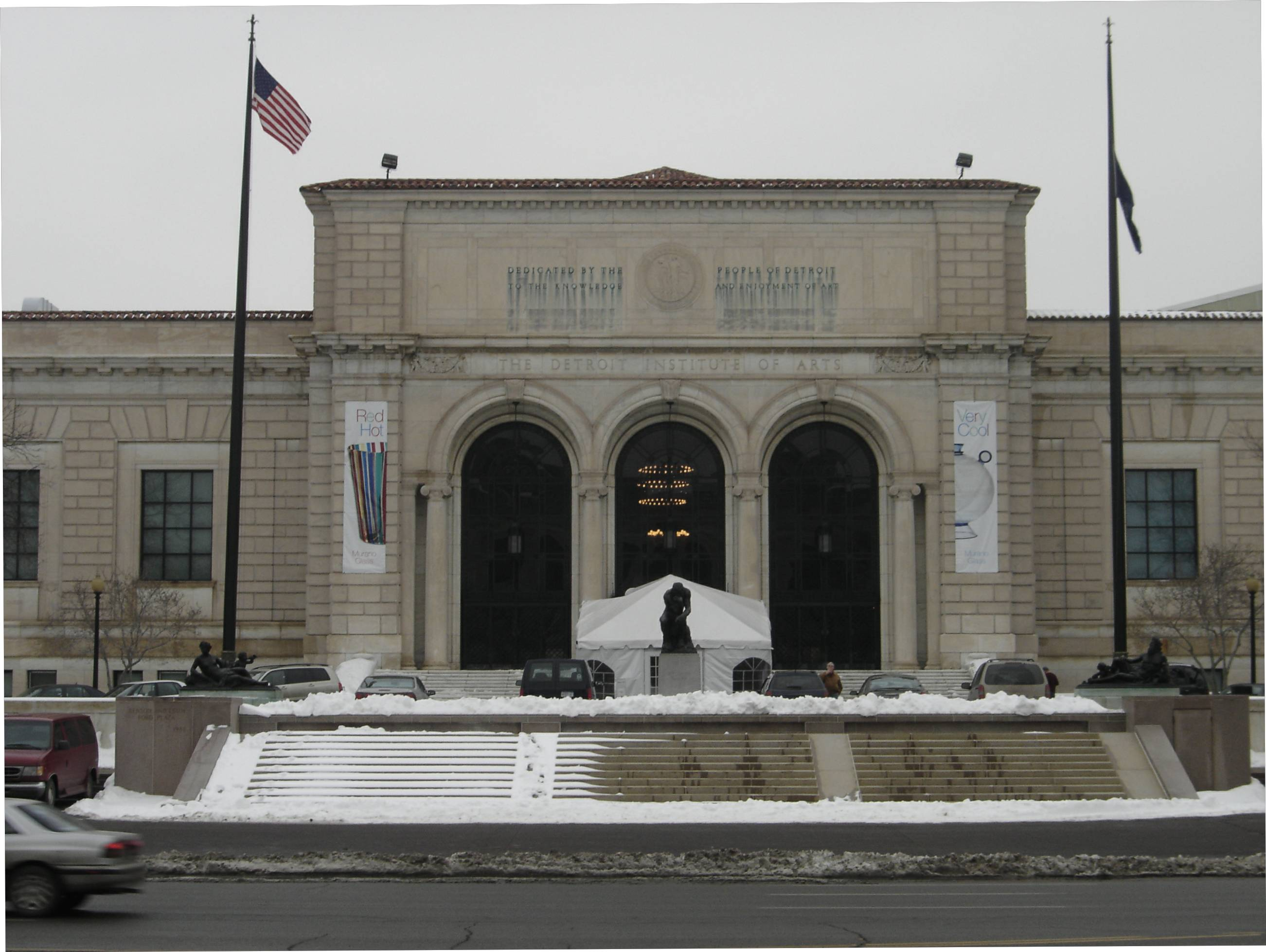
Entrée principale du DIA.

Delray est un quartier résidentiel dans le sud industriel de la ville. Elle est isolée des autres communautés résidentielles par des entrepôts industriels et autres propriétés commerciales. Delray est bordé par les villes de Dearborn, Melvindale, et de River Rouge au sud, à proximité se trouve le complexe de Ford River Rouge (construit comme le plus grand complexe industriel du monde à l'époque).

### Downtown
C'est le quartier historique des affaires de Detroit qui date des années 1850 et qui contient les gratte ciel qui forment la skyline de la ville. Les gratte ciel élaborés de Detroit, le Guardian Building,le Penobscot Building et le One Woodward Avenue reflètent deux périodes de réaménagement architecturale à grande échelle: la première en 1900-1930 et la seconde dans les années 1960 et au début des années 1970

### Greektown Historic District

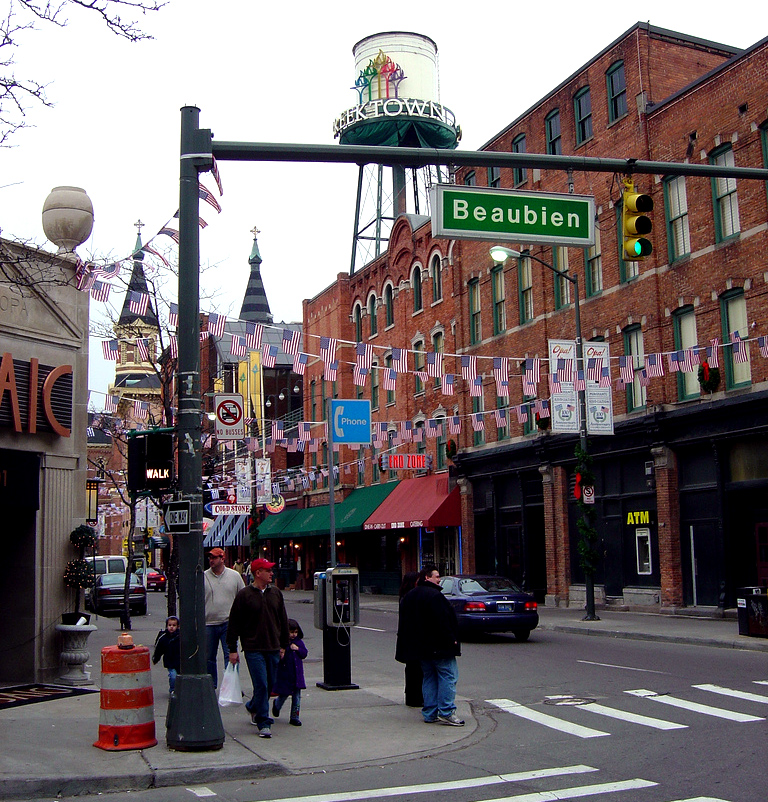
Greektown (quartier grec)

Greektown est un quartier essentiellement commercial qui s'étend sur deux blocks. Il comprend l'église Saint Mary catholique, Second Baptist Church, le quartier grec Casino Hôtel et le Athenium Suite Hotel. Le quartier est célèbre pour ses nombreux restaurants, bars et magasins sur le thème grec.

### Indian Village
Le village indien dispose d'un certain nombre de maisons architecturalement intéressantes construites à l'aube du XXe siècle. Beaucoup de ces maisons ont été construites par des architectes de renom comme Albert Kahn, Louis Kamper et William Stratton pour certains des citoyens les plus éminents de la région comme Edsel Ford.

### Krainz Woods
The Sojourner Truth Homes housing project y est situé. Le quartier tient son nom du capitaine Détroitien John Krainz, un héros de la seconde guerre mondiale. De nombreux groupes de musique de la Motown tels les  The Dramatics et The Floaters viennent du Sojourner Truth housing project. En 2009 le maire Bing a mené une dédicace à l'inauguration du Krainz Park.

### Lafayette Park
Ce quartier situé à l'Est de Downtown est une partie du "Mies van der Rohe Residential District" classé au Registre national des lieux historiques.

### Mexicantown
Avec une augmentation de la population de 6,9 % entre 1990 et 2000, le quartier mexicain de Détroit a amélioré l'économie locale. Près de la moitié des habitants sont d'origine hispanique, 25 % sont Afro-américains, 20 % sont des blancs non hispaniques et 5 % sont des Arabo-Américains d'après la Southwest Detroit Business Association. En dépit de son nom, tous les résidents du quartier ne sont pas originaires du Mexique, il y a un nombre significatif de Porto Ricains et d'autres nationalités. Néanmoins près de la moitié des Hispano-américains sont d'origine mexicaine. Ce quartier est connu pour sa cuisine Mexicaine avec des restaurants comme Mexican Village, Evie's Tamales, El Zocalo and Xochimilco. 
Les restaurants, boulangeries et commerces sont situés sur Vernor Highway. Mexicantown a eu une économie florissante dans les années 2000, comme en témoignent la construction de nouveaux logements et l'ouverture de commerces. Le quartier est bordé de Clark Parc, du nom de John Pearson Clark qui a fait don de la plupart des terres de la ville. L’emblème du quartier est l'église catholique Sainte-Anne au nord du pont Ambassadeur (Ambassador bridge).

### New Center

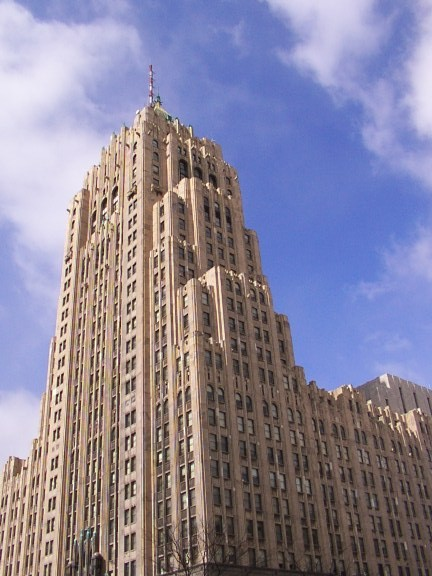
Le Fisher Building.

Il comporte une communauté résidentielle dynamique. Le Cadillac Place et le Fisher Building sont tous deux inscrits au National Historic Landmarks. Ce complexe significatif montre quelques exemples des meilleurs savoir-faire artistiques dans le domaine Art Déco. Il a  été financé par les frères Fisher (de Fisher Body) et conçu par le célèbre architecte Albert Kahn.

### Warrendale

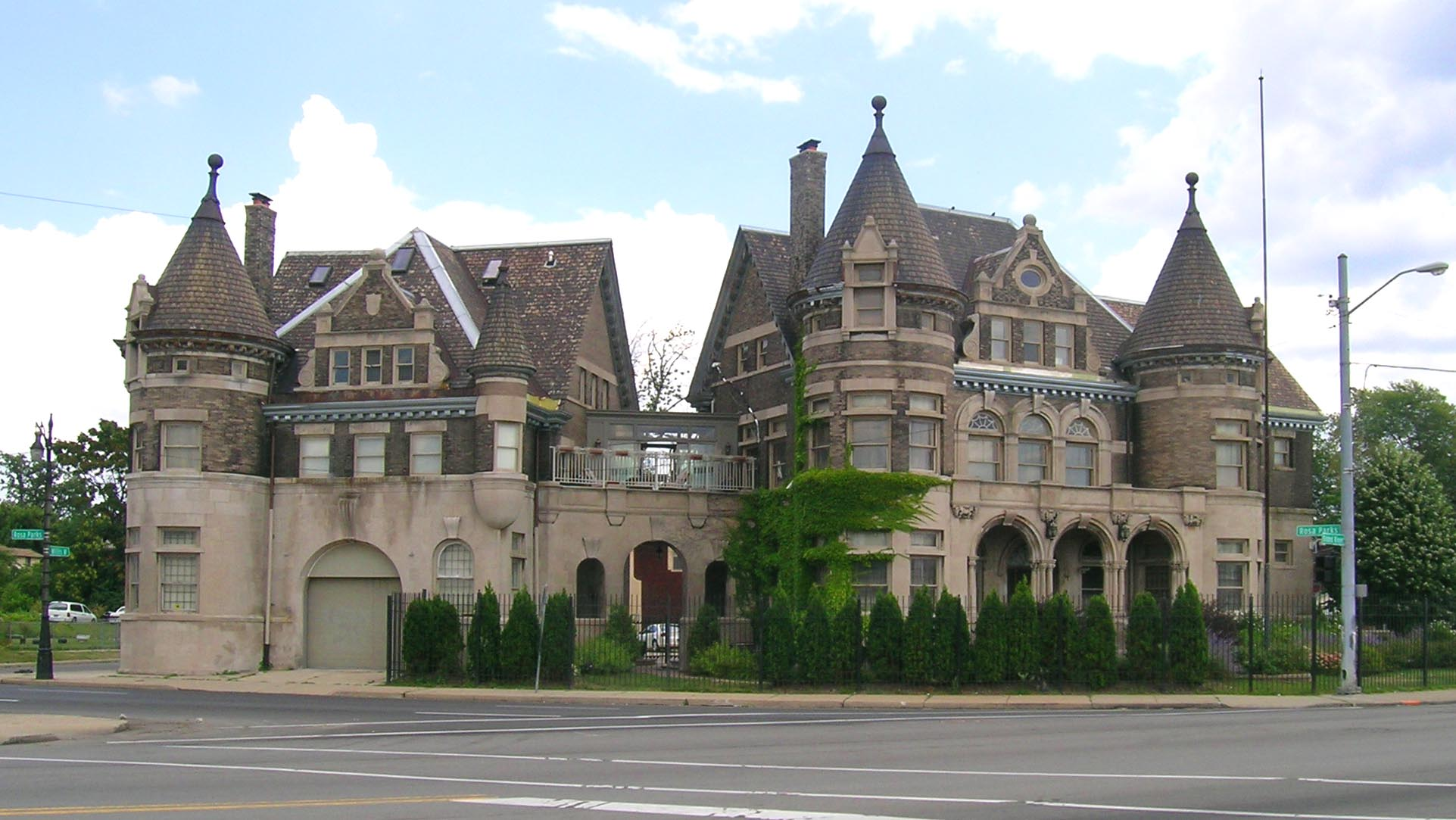
Woodbridge

### Woodbridge
Le quartier Woodbridge a été initialement développé entre 1870 et 1920 avec des résidences construites dans le style architectural Queen Anne, néo-colonial, néo-géorgien, et «chalet». Les quartiers commerciaux originaux  étaient situés le long de Grand River, Trumbull, Twelfth et Fourteenth. Les limites du district ont augmenté deux fois: d'abord le 1er décembre 1997 et le 20 mars 2008.  Woodbridge est l'un des quartiers à développement rapide de Detroit tout comme le quartier alentour de Wayne State University qui continue de croître.

### Springwells Village
Springwells Village est un quartier à dominante résidentiel. Il comporte les quartiers historiques de West Vernor-Springwells et West Vernor-Lawndale qui sont des quartiers commerciaux situés le long de West Vernon Highway.

### Vernor Junction Historic District

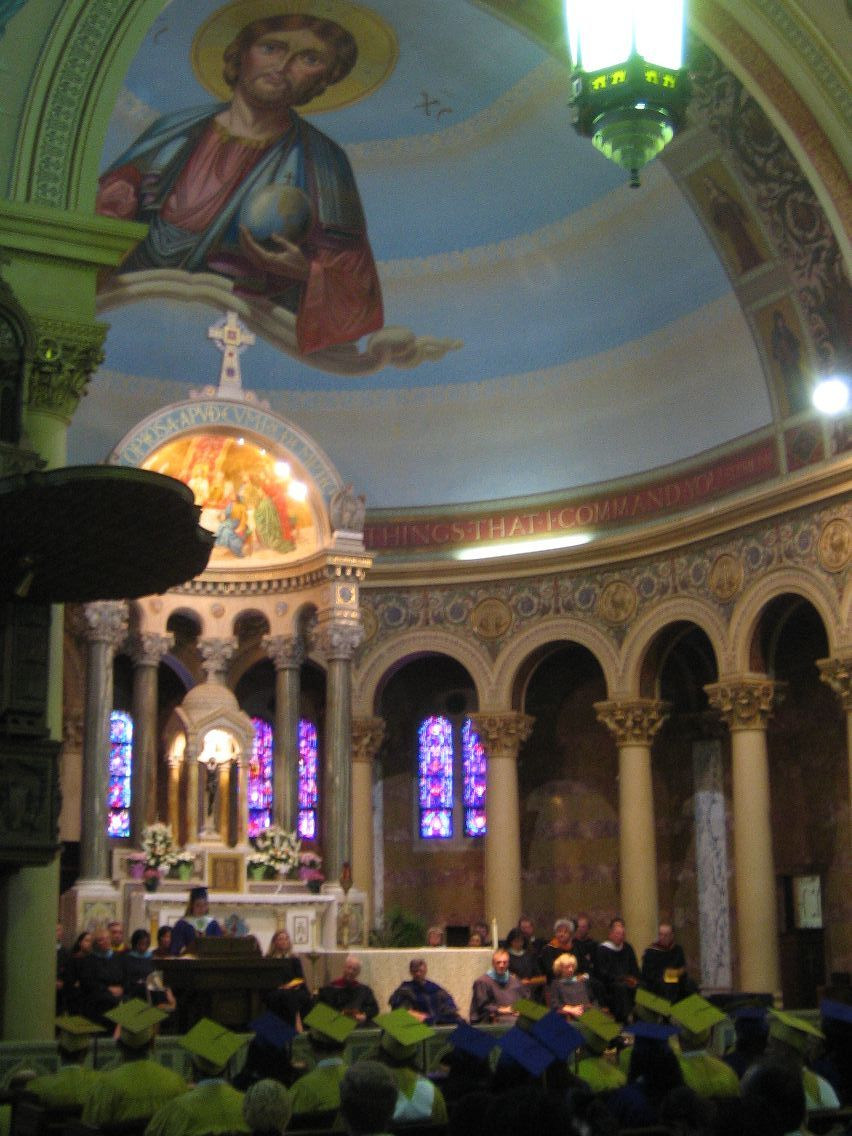
Église Most Holy Redeemer à Détroit.